# Мария (Шахова)
Елизавета Никитична Шахова (30 марта (11 апреля) 1822 — 5 (17) июля 1899) — русская писательница; монахиня Тверского Христорождественского монастыря (под именем Мария).

## Биография
Происходила из дворянского рода Шаховых. Родилась в Санкт-Петербурге в семье капитан-лейтенанта Никиты Ивановича Шахова (1785—1834) и его жены Клеопатры Евстафьевны, урождённой Сытиной. Под руководством матери получила хорошее домашнее образование. «Оба мои родители, — вспоминала Шахова, — были любителями литературы: чтения, ради слепоты матери, по вечерам происходили вслух. Ещё в раннем моем детстве безсмертный наш поэт Пушкин, нося меня, трехлетнего младенца, на руках, вместе с князем П. А. Вяземским говаривал моему отцу: „В больших глазах Вашей малютки светится огонек поэтического вдохновения“. С 6-7 лет я твердила наизусть „Кавказский пленник“ и „Бахчисарайский фонтан“ и декламировала первые главы „Евгения Онегина“. С 10 лет я начала писать стихи под строй поэзии Пушкина и Жуковского».
Поэтический дебют пятнадцатилетней девицы Шаховой состоялся в 1837 году. Её «Опыт в стихах», напечатанный в Санкт-Петербурге за счёт Российской академии, обратил на себя внимание, главным образом, юным возрастом автора, а не в силу каких-нибудь особых внутренних достоинств. В 1839 году стихотворения Шаховой вновь были изданы Российской академией. Некоторые лица из высшего общества желали лично узнать молодую поэтессу и приглашали её к себе. Известная благотворительница Татьяна Потемкина представила Шахову своей свекрови княгине Татьяне Юсуповой, которая настолько полюбила Елизавету, что пожелала обеспечить её состоянием. В 1841 году княгиня Юсупова умерла, не успев закрепить за Шаховой в завещании значительной суммы. Лишившись покровительницы, Шахова вместе с матерью переселилась в Москву. В 1842 году вышли её «Повести в стихах». До 1845 года она помещала довольно много стихов в «Сыне Отечества», «Современнике», «Библиотеке для чтения».
Решив посвятить свою жизнь Богу, в 1845 году Шахова стала послушницей Московского Спасо-Бородинского монастыря, где познакомилась с энергичной игуменьей Марией (Тучковой). Под её руководством она составила по монастырским актам «Историческую записку о Тверском Рождественском монастыре» (Тверь, 1856). После смерти Марии (Тучковой) Шахова поместила в «Страннике» в 1865 году «Памятные записки» о её жизни.
В 1848 году архимандрит Игнатий поселил Шахову вместе с матерью на монастырской даче, где она изучала богословие. С 1849 года они жили в Староладожском монастыре. В этом же году появилось произведение Шаховой «Мирянка и отшельница».
В 1863 году с благословения архимандрита Игнатия Шахова приняла постриг в мантию с именем Мария в Тверском Христорождественском монастыре, где в течение шести лет была начальницей монастырского училища девиц духовного звания. В 1868 году по вызову митрополита Иосифа Мария стала наставницей Виленского Мариинского монастырского училища. В 1871 году по указу императрицы Марии Александровны Мария заняла место начальницы Покровской общины сестёр милосердия в Петербурге, но пребывание в шумном свете тяготило её. Она вновь удалилась в Староладожский Успенский монастырь, где поселилась в собственном построенном ею доме. В 1877 году вышла поэма Шаховой «Юдифь», в драматической форме, в стихах. Духовные стихи и монастырские записки Шаховой остались при жизни автора только в рукописях.
В 1896 году монахиня Мария приняла схимнический постриг со своим первым именем Елизавета. В последний год своей жизни она потеряла зрение. Скончалась 5 июля 1899 года и погребена в Староладожском Успенском монастыре.